# 겟앰프드
겟앰프드(GetAmped)는 일본의 사이버스텝과 대한민국의 윈디소프트가 개발한 캐주얼 코믹 대전 액션 게임으로, 2002년부터 윈디소프트를 통해서 대한민국에 서비스 중이다. 겟앰프드는 대한민국의 온라인 대전 게임의 시작점으로서, 대한민국에서 가입자 1,000만 명을 달성한 몇 안 되는 게임 중 하나이다.
2.5 등신의 캐릭터에서 느껴지는 타격감과 반격(꺽어서 반격[꺽반],연속 반격[연반] 등),낮점(낮은 점프), 비연각(공중타격기술 사용후 2번째 타격기술을 사용하는 것을 말한다.) 같은 테크니컬한 컨트롤이 가미되어, 대전의 맛을 살린 것이 특징이다.
캐릭터와 액세서리가 대전의 주축이 되며, 각 34종이 넘는 캐릭터 와 약 836 여종(2017년 기준)의 액세서리마다 파라미터나 기술 성능이 완전히 다르기 때문에 조합에 따라 수 많은 공격 패턴이 생겨난다.
2004년에 전체 이용가로 심의된 이후로 무기 아이템의 디자인에 심한 제약이 생긴 관계로, 청소년 이상층이 서서히 떨어져 나가기도 했으나, 2009년 12월 17일, 15세 이상과 15세 미만이 같은 액세서리와 무기 아이템 이라도 연령에 따라 서로 디자인이 다르게 보이는 '겟앰프드 하드코어' 기능이 도입된 후로는, 유혈이 난무하거나 아이언 메이든 같은 상대를 아예 갈아버리는 하드코어한 기술을 가진 액세서리들도 다수 출시되고 있다.
현재 윈디존이 준인터로 명명된 상태이며 준인터 ( ㈜JUNEiNTER )에서 겟앰프드를 서비스 중

## 역사
2002년에 윈디소프트에서 출시된 게임으로 현재 23년이 넘은 게임이다.
처음에는 윈디소프트 라는 회사가 관리했고 한번 망할뻔 한 뒤 준인터로 명명 후 정신을 못차리고 돈만 갈구하고 있게 되었다.
현재 RM악세들은 대부분 GM화 하고 있으며 그 이유는 게임이 섭종할 때 유저들에게 돌려줘야 되는 돈의 액수를 줄이려고 하는 것 같다.
에픽 악세들을 엄청 뽑아내고 무콤 악세를 출시는등 돈독에 올라서 고인물들도 엄청 많다.
트윈스 베타,알파 이후로 출시된캐릭터는 게임머니(G머니) 와 리얼머니(W머니) 로 살 수 있다.

## 일반 캐릭터
격투가, 군인, 스파이, 초인, 갑옷, 에스퍼, 우주형사, 사이버돌쇠, 안드로이드, 닌자, 크로복클, 야수
게임머니(10000~12000)로 구입 가능하다.

## 퓨전 캐릭터
몽크, 심판자, 검호, 수인, 용병, 팔랑크스, 버서커, 스프리건, 보그, 스카우트, 인형사, 트윈스,코아 등등
게임머니(20000)로 구입 가능하다.

## 라이벌 캐릭터
파계승, 베테랑, 시크릿가드, 마인, 가드리스, 소서리스, 바운티헌터, 레슬러, 다크매터, 골렘
게임머니(77000), 리얼머니(3500)로 파계승, 베테랑, 시크릿가드, 마인을 구입할 수 있다.
가드리스, 소서리스, 바운티헌터, 레슬러, 다크매터, 골렘은 2017년 6월 15일 지금까지도 리얼머니로만 구매 가능하다.

## 플레이 모드
게임 플레이 모드는 크게 챌린지 ([NPC]와 싸우고 클리어하는 모드) 와 대전모드 (유저들과 싸우는 모드)가 있다.

### 대전 모드 [VS Player]
대전 모드에는 대표적으로 BOT 데스매치(NPC와 플레이어와의 대전), 듀얼 매치(1VS1), 스포츠 매치(팀플전, 개인전), 데스매치(팀플전, 개인전),도그 파이트 등이 존재한다.
보통 상대 플레이어를 쓰러뜨리는 것이 목표이다.
최근에 게임 옵션이라는 시스템이 추가되었다.(번지 부활[1/2부활], 아이템 드랍, 중력 배율 등)
(킹매치는 현재 플레이가 불가능하다.)

### 챌린지 모드 [VS NPC]
챌린지 모드는 NPC가 적으로 등장하고, 이들을 쓰러뜨리는 것이 주 목적이다. 대전과 달리 챌린지의 목표를 클리어 해야 하며, 챌린지 별로 난이도 차이가 있다. 연습 모드도 챌린지 모드에 속한다.

### 로얄 럼블
2010년 겟앰프드 시즌 4 배틀 로얄 때 업데이트된 새로운 매치로, WWE(미국,세계 1위 레슬링 단체)의 로얄럼블 을 참고하여 제작한 것으로 보인다.
2012년 5월 22일로 서비스가 종료되었다.

### 투기장
NPC들끼리 싸워서 이기는 NPC를 맞히는 플레이어에게 상품을 준다.

### 고래섬(낚시터)
낚시 또는 채광을 하는 모드이다.
낚시나 채광을 하여 얻은 아이템으로 합성 재료를 얻거나 , 게임 머니와 점수를 획득할 수 있다.
겨울에는 맵이 바뀌기도 한다.

### 서바이벌 모드
서바이벌 모드에는 대표적으로 3 ON 3 듀얼 매치 서바이벌(스테이지 별로 액세서리와 캐릭터를 선택한다.) , 팀전 서바이벌(일반과 하드코어 모드가 있다.) , 개인전 서바이벌 , 길드 배틀 서바이벌이 존재한다.(개인전과 길드배틀은 팀코드를 정해 같이 하고싶은 유저와 할 수 있고 개인전은 그냥 들어가도 매칭이 된다.)
서바이벌에선 랜덤으로 매칭 된 상대 플레이어를 쓰러뜨리는 것이 목표이다.

### 래더 매치
래더 매치는 ONE ON ONE(1: 1), 팀 데스매치(4인)가 있으며 승리하면 메달을 얻으며 그 메달로 상품을 구매할 수 있다. 매 시즌마다 새로운 액세서리가 추가된다. 래더 점수에 맞추어 자동으로 매치가 되며 최근에 점수 별로 계급이 생겼다.(스톤즈: 1100점 이하, 브론즈: 1101점 이상, 실버: 1201점 이상, 골드: 1301점 이상, 플래티넘: 1401점 이상: 3

## 기타 기능

### 리플레이
옵션에서 리플레이 설정을 해놓으면 게임중에 자동적으로 리플레이가 저장이 된다. ETC의 리플레이에서 재생,삭제 등 관리가 가능하다.

### 마이룸
게임머니로 자신만의 마이룸을 꾸밀 수 있다. 다른 유저의 마이룸에 들어가 방명록에 자신의 글 등도 남길 수 있다.

### KDJ
신디사이저와 같이 음색을 자유롭게 편집하여 나만의 음악을 만들어낼 수 있는 기능.
로비 화면에 있는 KDJ 아이콘을 클릭하여 기능을 이용할 수 있다.

### 스킨 에디터
캐릭터의 외형을 변하게 하는 스킨을 만들 수 있는 기능이다.

### 거래소
자신이 물건을 올리면, 다른 사람이 사가는 경매장 같은 시스템이다.
봉인 액세서리, 강화 카드, 아이템, 가방에 넣은 아이템 등을 판매하거나 구매할 수 있다.
판매시 수수료가 약간 붙으며, 봉인 액세서리는 액세서리 봉인 해제권을 사용하여 봉인을 해제해야 사용할 수 있다.

### 길드
길드 시스템은 친목다짐, 서바이벌 등을 할 때 도움이 되고, 1000 리얼머니를 지불하여 직접 개설할 수 있다.
길드 레벨 "관리자" 이상부터는 플레이어들을 길드에 초대할 수 있다.
길드 계급: 신입 길드원, 일반 길드원, 명예 길드원, 길드 관리자, 길드 마스터
길드 계급의 명칭은 길드 마스터가 직접 수정할 수 있다.
약 15900의 리얼머니를 지불하여 모든 길드원에게 적용되는 길드 스킨을 구입할 수도 있다.